# The War Bride of Plumville
The War Bride of Plumville è un cortometraggio muto del 1916 diretto da Fred E. Wright.

## Produzione
Il film, che fu prodotto dalla Essanay Film Manufacturing Company, venne girato a Chicago, dove la casa di produzione aveva la sua sede principale.

## Distribuzione
Distribuito dalla General Film Company, il film - un cortometraggio in tre bobine - uscì nelle sale cinematografiche statunitensi il 5 agosto 1916.